# 本山順子
本山 順子（もとやま じゅんこ、1973年11月21日 - ）は、福岡県を拠点に活動するテレビリポーター兼ディレクター。福岡県出身。血液型AB型。二児の母。

## 履歴
福岡県福岡市生まれ。小学校1年時に父親の転勤に伴い、東京都田無市（現、西東京市）に転居。高校1年時に、同じく父親の転勤の影響で、福岡市の修猷館高等学校に編入する。1992年青山学院大学経営学部経営学科に入学。1996年4月より、福岡市のテレビ西日本報道部で報道リポーターとして勤務。
2001年にテレビ西日本を退職し、単身で渡米。ヴァージニア州のWVEC-TVでインターンシップを経験。
2002年帰国後からテレビレポーターとして復帰し、テレビ西日本『ももち報道K宣言!』（現、『土曜NEWSファイル CUBE』のフィールドキャスター、FM福岡『BOOM UP! Fukuoka』のパーソナリティなどを務める。
以降、テレビ出演の傍ら、番組ディレクターとして、社会ネタ、スポーツネタなどの取材・編集も行う。

## 人物
- 小学生時代は、ジャイアンツの大ファンで、後楽園球場（現、東京ドーム）の外野席に座るため、徹夜して並ぶこともあった。
- 田無第三中学校時代は、バドミントン・ダブルスで都大会ベスト8の記録を持つ。
- 青山学院大学時代は、チアリーティング部に所属し、全日本チアリーディング選手権大会で7位入賞を果たす。
- テレビ局に入って間もないころ、当時福岡ダイエーホークスの監督だった王貞治に福岡ドーム（現、ヤフオクドーム）でインタビューする機会があったが、感激と緊張のあまり、第一声がなかなか出てこなかった。

## 現在の出演番組
- 『ももち浜ストア』木曜日調べっちゃお！コーナー（テレビ西日本）
- 『土曜NEWSファイル CUBE』（テレビ西日本）

## 過去のレギュラー番組
- 『TNCスーパーニュース』（テレビ西日本）
- 『BOOM UP!FUKUOKA』（FM福岡）
- 『ハチナビ　スーパーニュース』（テレビ西日本）
- 『チカフサな夜』（RKBラジオ）
- 『ももち浜ストア』火曜女子会コーナー（テレビ西日本）
- 『今日感テレビ』注目のニュースクリップコーナー（RKB毎日放送）

## 過去のVTR制作
- 「TNCスーパーニュース」デイリーニュース（テレビ西日本）
- 「取材日記」西南大学チアリーティング部密着企画（テレビ西日本）
- 「土曜NEWSファイル　CUBE」（テレビ西日本）
- 「ハチナビスーパーニュース」（テレビ西日本）
- 「TNCスーパーニュース」スポーツコーナー（テレビ西日本）
- 「未来のオリンピアン」（テレビ西日本）